# Cat Power (wrestler)
Catherine Power (North Sydney, 15 novembre 1984) è una wrestler canadese, meglio conosciuta per i suoi ring name, Cat Power e Haley Rogers.
Ha lavorato per promotions come la Blood Sweat and Ears, Border City Wrestling, Pro Wrestling Xtreme, Shimmer Women Athletes e Women's Extreme Wrestling.

## Carriera nel wrestling professionistico

### Allenamento e debutto
La Power ha deciso di diventare una wrestler professionista dopo aver visto WWE Wrestlemania 18 nel 2002 a Toronto. Dopo essersi diplomata al liceo, la Power ha avuto pressioni per frequentare il college. Lei, comunque, ha lasciato il College Universitario di Cape Breton dopo il secondo anno per frequentare la Can-Am Wrestling School a Windsor, Ontario nel 2004. Originariamente ha lavorato sotto il nome di Haley Rogers, che è una combinazione dei cognomi della famiglia della madre. Il suo primo match è stato con la Blood Sweat and Ears a Toronto. In Ontario ha lavorato una serie di match con Jennifer Blake. Otto mesi dopo il suo debutto ha mandato un video alla SHIMMER con l'intenzione di unisrsi alla promotion ma è stata scartata a causa della sua mancanza di esperienza.

### Shimmer Women Athletes (2008-presente)
Si è eventualmente aggiunta alla SHIMMER ed è stata sconfitta da Allison Danger nel suo tryout match. Ha debuttato ufficialmente come parte del Volume 18 dove ha perso contro Ariel. È ritornata in una Battle Royal per decretare la numero 1 Contender allo SHIMMER Championship ma non è riuscita a vincere. Più tardi ha fatto coppia con Veronika Vice in un match perso contro Ashley Lane e Nevaeh. Nel Volume 20, dopo aver riaggravato l'infortunio al ginocchio di Daffney, ha sconfitto Daffney con un Figure Four Leg Lock. Come parte del Volume 21 ha perso contro Daffney in un rematch e più tardi nella serata ha perso contro Danyah. Nel Volume 23, nell'opening match, ha perso contro Nikki Roxx. Più tardi, quella sera, come parte del volume 24, ha perso contro Serena Deeb. Il 3 giugno, come parte del Volume 25, è stata in grado di ottenere la sua seconda vittoria in SHIMMER sconfiggendo Rachel Summerlyn in un Fatal 4 Way che ha visto anche coinvolte Kellie Skater e Ariel.
Dopo aver saltato il Volume 26 è tornata l'8 novembre 2009 come parte del Volume 27 dove ha sconfitto la Portuguese Princess Ariel in un rematch dal Volume 18 con Daizee Haze come arbitro speciale. Più tardi ha avuto il suo primo match ad alto livello in SHIMMER contro Mercedes Martinez ma dopo il famoso Fisherman Buster della Martinez è stata costretta a cedere. Come parte del Volume 29 ha lottato e perso contro "Everybody's Favourite Girlfriend" Jessie McKay via pinfall. Più tardi ha lottato in un reamtch dalla nCw Femmes Fatales Volume 2 contro LuFisto ma questa volta ha perso con un Burning Hammer. Dopo aver saltato il Volume 31 è finalmente riuscita ad avere un'altra vittoria, questa volta sconfiggendo Nevaeh.
L'11 settembre 2010 Cat Power ha avuto la seconda vittoria consecutiva sconfiggendo Jamilia Craft con il suo Cat Nap ma ha poi perso nel Volume 36 contro Leva Bates con uno Small Package.

### NCW Femmes Fatales (2010-presente)
Cat Power ha fatto il suo debutto per la NCW Femmes Fatales nel loro secondo show il 6 febbraio 2010. All'inizio era stato programmato un match tra lei e Cheerleader Melissa nel Pre-Main Event ma la card è stata cambiata e ha quindi lottato contro LuFisto. Ha vinto per squalifica dopo aver usato lo stratagemma della sedia reso famoso da Eddie Guerrero. Più tardi ha attaccato Melissa durante il suo match contro Kalamity nel Main Event. Questo ha portato al vero Main Event della serata dove il Team di LuFisto e Cheerleader Melissa ha sconfitto Cat Power e Kalamity. Ha ottenuto la sua prima vittoria per schienamento nel 3º Volume dove è stata in grado di schienare Mistress Belmont. Nel quarto show ha preso parte ad un Triple Threat Match che ha visto coinvolte anche PJ Tyler e Sassy Stephie, direttamente dagli Stati Uniti. A trionfare nel match è stata PJ Tyler, acerrima rivale di Cat Power dal loro debutto nel pro wrestling. Non digerendo la sconfitta la Power ha attaccato PJ Tyler e l'ha sfidata in uno Street Fight Match nello show del 12 marzo 2010.

## In wrestling
- Finishing moves
  - Cat Nap[7] (Jumping STO)
  - Figure four leglock[4]
- Signature moves
  - Reverse STO[2]
  - Half nelson choke[3]
  - Fujiwara armbar[3]
  - Big boot
  - Death Valley driver[2][4]

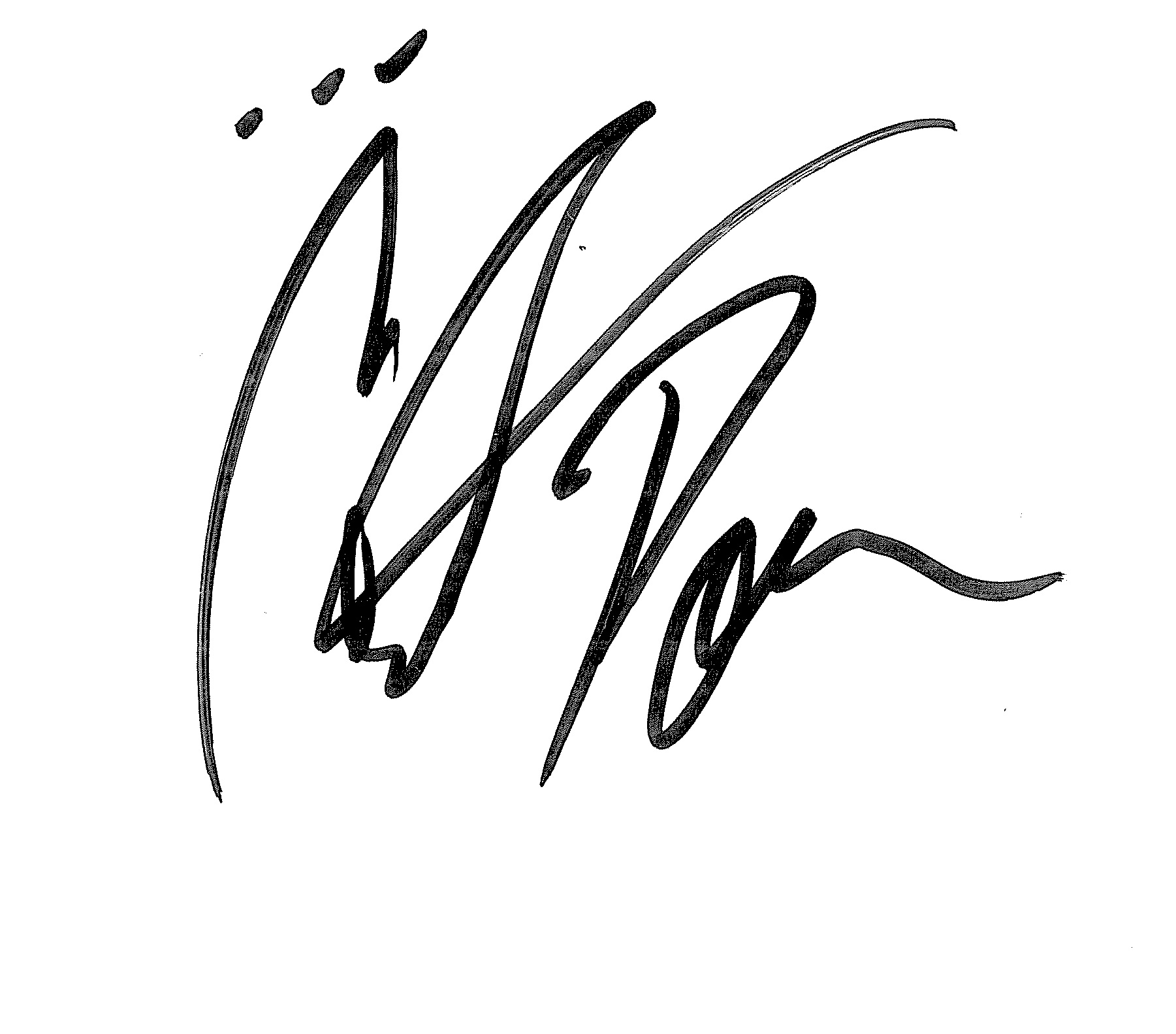
Cat Power's autograph

  - Over the shoulder single leg Boston crab[4]
  - Russian legsweep[2]
  - Shoulder neckbreaker[2][4]

## Championships and accomplishments
- Pro Wrestling Xtreme
  - PWX Women's Championship (1 time)[2]